# 北維基瓦治 (佛羅里達州)
北維基瓦治（英語：North Weeki Wachee）是位於美國佛羅里達州赫爾南多縣的一個人口普查指定地區。

## 地理
北維基瓦治的座標為28°32′36″N 82°33′36″W / 28.54333°N 82.56000°W，而該地最高點為海拔高度9米（即30英尺）。

## 人口
根據2010年美國人口普查的數據，北維基瓦治的面積為39.80平方千米，當中陸地面積為36.30平方千米，而水域面積為3.50平方千米。當地共有人口8524人，而人口密度為每平方千米214人。